# Ga Chi Lăng
Ga Chi Lăng là một nhà ga xe lửa tại xã Chi Lăng, huyện Chi Lăng, tỉnh Lạng Sơn. Nhà ga là một điểm của đường sắt Hà Nội - Đồng Đăng và nối với ga Sông Hòa với ga Đồng Mỏ.